# Halosarcia
Halosarcia là chi thực vật có hoa trong họ Amaranthaceae.